# Thomas van Doorn
Thomas Joannes Maria van Doorn (Haarlem, 14 oktober 1992) is een Nederlandse hockeyer, die speelt voor HC Bloemendaal. Met Jong Oranje heeft hij op het WK onder 21 in India de derde plek behaald. Van Doorn is een verdediger.